# Affectio societatis
Affectio societatis consiste na intenção dos sócios de constituir uma sociedade. É a declaração de vontade expressa e manifestada livremente pelo(s) sócio(s) de desejar(em),estar(em) e permanecer(em) juntos na sociedade, eis que se a vontade de qualquer deles estiver viciada não há affectio societatis.
A affectio societatis pode ser encontrada como animus contrahendi societatis, ou seja, a disposição de uma pessoa (física ou jurídica) de participar de uma sociedade, a qual deverá contribuir na realização do objeto da sociedade, some-se a isso a busca pelo lucro.
Pode-se identificar na doutrina os elementos essencias à formação da affectio societatis:
- colaboração ativa;
- colaboração consciente;
- colaboração igualitária dos contratantes e
- busca de lucro a partilhar.